# Скат-метелик
Скат-метелик (Gymnura) — рід орлякоподібних скатів, що складає монотипічну родину Скатометеликові (Gymnuridae). Має 14 видів.

## Опис
Тіло скатів-метеликів має форму диска, що утворений грудними плавцями, які зливаються в передній частині голови. Частково схожі на хвостоколів. Вони мають дуже короткі, ниткоподібні хвости, де присутня хвостова голка (проте не у всіх видів). Розміри варіюють від 31 см до 4 м в довжині тіла.

## Розповсюдження
Представники роду поширені в теплих водах всіх океанів.

## Види

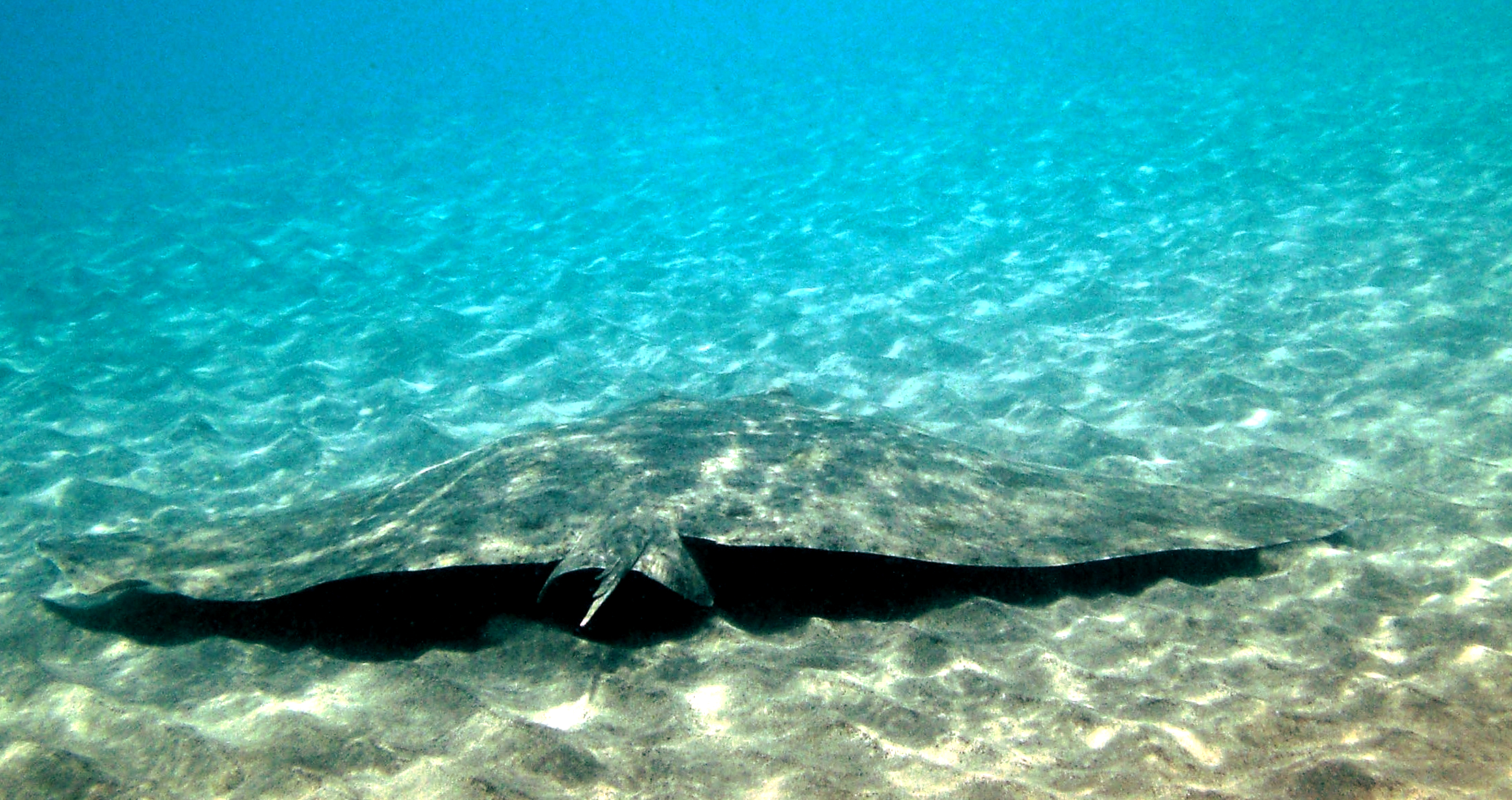
Скат-метелик Gymnura altavela

- Gymnura afuerae (Hildebrand, 1946)
- Скат-метелик атлантичний — Gymnura altavela (Linnaeus, 1758)
- Gymnura australis (Ramsay & Ogilby, 1886)
- Gymnura bimaculata (Norman, 1925)
- Gymnura crebripunctata (Peters, 1869)
- Gymnura crooki Fowler, 1934
- Gymnura hirundo (Lowe, 1843)
- Скат-метелик японський — Gymnura japonica (Temminck & Schlegel, 1850)
- Gymnura marmorata (Cooper, 1864)
- Gymnura micrura (Bloch & Schneider, 1801)
- Gymnura natalensis (Gilchrist & Thompson, 1911)
- Gymnura poecilura (Shaw, 1804)
- Gymnura tentaculata Müller & Henle, 1841
- Gymnura zonura Bleeker, 1852